# Greffier des services judiciaires (France)
Les greffiers des services judiciaires sont des fonctionnaires de l'État. Ils sont soumis à des statuts particuliers.
Sous l'autorité des directeurs des services de greffe, ils exercent leurs fonctions à la Cour de cassation, dans les cours d'appel, les tribunaux judiciaires, leurs chambres de proximité et les conseils de prud'hommes. Avec d'autres fonctionnaires, ils en constituent le greffe.

## Statut et mode d'exercice
Les greffiers des services judiciaires peuvent aussi occuper des postes à l'administration centrale du ministère de la Justice. Ils peuvent être chargés d'enseignement, notamment à l'École nationale des greffes.

### Greffiers des services judiciaires
Le corps des greffiers des services judiciaires appartient à la catégorie B de la fonction publique. Les greffiers sont des spécialistes et des techniciens de la procédure.
Ils sont les garants du bon déroulement de la procédure. À ce titre, tout acte accompli en l'absence du greffier peut être frappé de nullité. Par sa signature de la décision de justice auprès de celle du juge, il authentifie la procédure.
Les greffiers exercent des fonctions d’assistance des magistrats pour la mise en état et le traitement des dossiers. Ils effectuent aussi des recherches juridiques, et rédigent des projets de décisions et de réquisitoires.
Enfin, ils ont un rôle d'encadrement intermédiaire, notamment vis-à-vis des personnels de catégorie C du service de greffe.
Ils sont recrutés par 3 concours :
- 1er concours, externe, ouvert aux candidats titulaires d’un diplôme de niveau III (bac +2) ;
- 2e concours, interne, ouvert aux fonctionnaires justifiant de 4 années de service public ;
- 3e concours ouvert aux candidats justifiant avoir exercé un mandat d’élu ou des activités professionnelles d’un niveau comparable à celles de greffier des services judiciaires.

### Grades des greffiers des services judiciaires
- Greffier principal
- Greffier

Les greffiers stagiaires sont nommés par arrêté du ministre de la Justice dans le grade de greffier.
Sont nommés au grade de greffier principal, après plusieurs années de service, les greffiers ayant satisfait aux épreuves d'un examen professionnel et inscrits au tableau d'avancement.

### Caractéristiques
Les greffiers sont assermentés. Ils portent la robe d’audience lors de toutes les audiences publiques, dans toutes les juridictions, sauf au Conseil de prud'hommes. Ils siègent généralement en face du ministère public, de part et d'autre des magistrats du siège, pour marquer les rôles et fonctions de chaque acteur de l'audience.
Le métier de greffier est surtout connu pour son rôle à l'audience. Or celui-ci ne représente souvent qu'une partie assez réduite de son temps de travail ; en effet, le greffier effectue une multiplicité de tâches qui sont méconnues du grand public.
Un greffier peut aussi être habilité, en tant que régisseur, à recevoir des fonds (par exemple des consignations, des cautions). Il est chargé de conserver les « scellés », c'est-à-dire les pièces à conviction (drogue, armes ou tout objet saisi utile à la manifestation de la vérité).
Les greffiers peuvent être chargés de fonctions d'encadrement intermédiaire, notamment les greffiers principaux et les greffiers fonctionnels.

### Emplois fonctionnels
Les emplois dont le niveau de responsabilité est le plus important sont occupés par des fonctionnaires placés sous statut d’emploi de greffier fonctionnel des services judiciaires.
Les greffiers fonctionnels chargés, notamment, des fonctions de chef de service, de responsable d’un service d’accueil unique du justiciable (SAUJ) ou d’un service d’assistance aux magistrats. Ils peuvent occuper des emplois d'adjoint au directeur de greffe dans les juridictions de petite taille.

### Formation
En raison de l’irrégularité des recrutements, ces concours sont très sélectifs. Le concours externe de recrutement des greffiers est accessible aux diplômés bac +2. Dans la pratique, entre 2008 et 2017, 54 % des admis au concours externe possèdent un bac +5 (master 2) ou plus, alors que seulement 7 % des admis sont titulaires d'un bac +2.
Après leur réussite aux concours, les greffiers stagiaires suivent une scolarité rémunérée de 18 mois.
Celle-ci se compose :
- de cours théoriques dispensés à l'École nationale des greffes de Dijon (Côte-d'Or), portant en grande partie sur la procédure civile, pénale et prud'homale ;
- de stages pratiques dans les différentes juridictions (tribunaux judiciaires, conseils de prud'hommes et cours d'appel).

### Statistiques
Les effectifs de ce corps de fonctionnaires des services judiciaires s’élèvent en 2019 à 11 007 greffiers, dont 279 greffiers fonctionnels.